# Start-up nation
Start-up Nation: Příběh izraelského hospodářského zázraku (v originále: Start-up Nation: The Story of Israel's Economic Miracle) je kniha Dana Senor a Saula Singera o ekonomice státu Izrael. Kniha se zabývá vývojem hospodářství státu Izrael do roku 1948 do roku 2009.
Kniha vyšla v roce 2009 v angličtině a v roce 2011 i v češtině.

## Autoři

### Dan Senor
Dan Senor (6.11.1971) působí v americké organizaci Council on Foreign Relations v sekci pro Blízký východ, kde se dlouhodobě zabývá strategiemi, politickými a obchodními vztahy na Blízkém Východě. Ve funkci poradce americké vlády pro zahraniční styky působil v Iráku. Jako dopisovatel působí ve službách periodik Wall Street Journal, New York Times, Washington Post a další.

### Saul Singer
Saul Singer působil v deníku Jerusalem Post. Je také autorem knihy Confronting Jihad:Israel’s Struggle and the World after 9/11.

## Obsah
Kniha popisuje, jak je možné, že „v zemi, která existuje pouhých šedesát let, má 7,1 mil. obyvatel, nedisponuje žádnými přírodními zdroji, je obklopena nepřáteli a od svého založení je nepřetržitě ve válečném stavu – vzniká mnohem větší počet nových firem než ve velkých, stabilních zemí, které žijí v míru, jako jsou Japonsko, Čína, Indie, Jižní Korea, Kanada nebo Velká Británie?“
Kniha podává jednotlivá fakta ve formě příběhů firem i jednotlivců. Vysvětluje, proč má řada světových firem svá vývojová oddělení právě v Izraeli a proč v Izraeli vzniká takové množství Start-upových firem.
Mezi hlavní příčiny úspěchů izraelských firem na trhu s novými technologiemi vidí autoři přistěhovalectví a povinnou vojenskou službu v IOS (Izraelské obranné síly).
Přistěhovalce vidí jako skupinu lidí, která je ochotná riskovat více než starousedlíci. Izrael, jako země především židů, je silně ovlivněn příchodem židovských skupin z různých částí světa. V knize autoři uvádějí: „Přistěhovalci netrpí nechutí k novým začátkům. Jsou zvyklý podstupovat rizika. Národ přistěhovalců je národ podnikavých lidí.“
V povinné vojenské službě vidí tu výhodu, že mladí Izraelci se seznámí s lidmi z jiných sociálních vrstev a že se naučí zodpovědnosti za ostatní. Armáda navíc v Izraeli boří společenské struktury.
Autorem předmluvy je Šimon Peres, bývalý izraelský prezident. Předmluvu k třetímu vydání v češtině napsali český velvyslanec v Izraeli Ivo Schwarz s izraelský velvyslanec v Praze Gary Koren.

## Data k roku 2017
Od vydání knihy se některé udávané informace změnili.
K roku 2017 měl Izrael 8,299,706 obyvatel (včetně obyvatel Golanských výšin a Východního Jeruzaléma).
HDP na obyvatele činilo v roce 2017 36 300 $ na obyvatele. 
Také výrok o obklopení nepřáteli je možné rozporovat. S Jordánskem má Izrael korektní vztahy a s egyptskou armádou spolupracuje v boji proti islamistům na Sinaji.